# مناره زیار
منارهٔ زیار در ۳۰ کیلومتری شرق اصفهان و در ساحل جنوبی زاینده رود واقع شده و تزئینات آجری زیبایی دارد. زمان ساخت آن را قرن ششم هجری می‌دانند. نام زیار که به محل استقرار این مناره گفته می‌شود، به احتمال قوی، با دوره حکمرانی مرداویج زیاری ارتباط دارد که در آغاز قرن چهارم، شهر اصفهان پایتخت وی بوده‌است و در ساحل زاینده رود قصرهایی برای سکونت و مراکز اداری حکومت وی بنا شده بود.

## موقعیت جغرافیایی
شهر زیار، نزدیکی کناره‌های زاینده رود در فاصله ۲۵ کیلومتری در مشرق اصفهان که مناره نزدیک شهر برپا شده‌است.

## توصیف منار زیار
به روی تک پایهٔ آجری و هشت گوشه مناری در سه طبقه ساخته شده‌است. مصالح آن که پایهٔ منار آجر و کاشی فیروزهای و طبقه‌ها ی بالاتر کوتاه‌تر ازطبقه‌های پایین‌تر است. دو طبقهٔ بالایی هر یک دارای قرنیزی به شکل زنگ کلیسا که از شیوهٔ قطار بندی استفاده شده‌است.
مسجدی گنبدی که پای منار وجود داشته از بین رفته. ۵/۵مترارتفاع پایه هشت ضلعی منار که به تدریج از پایین به بالا باریکتر می‌شود. این بنا که استوانه‌ای شکل است از قطر پایه کمتر و ۸/ ۴ متر است و ۸۶ سانتیمتر ضخامت دیوار۵/۱ قطر میانی منارارتفاع این بخش تا سکوی فوقانی ۳۳ متر می‌باشد.
بخش دوم با قطری ۶۷/۲ شروع و قطر میلهٔ میانی ۵۵سانتی‌متر و ۴۶ سانتی‌متر ضخامت دیوار منار و ارتفاع منار ۵۰ است.
تزیینات منار :اولین طبقه منار شامل شش قسمت که پایین‌ترین قسمت آجر چینی ساده و در دیگر بخش‌ها آجر چینی تزیینی بکار رفته.
در ظلع جنوب غربی للوحه‌ای ست به شکل مربع با عمق کم که حتماً در گذشته دارای کتیبه‌ای بوده‌است.
درقسمت‌های سوم چهارم و پنجم نقوشی به سبک لوزی که به سبک منار مسجد سین که البته در قسمت پنجم کلوک‌های کاشی فیروزه‌ای رنگ می‌باشد.
در بخش دوم کتیبه‌ای به خط نسخ قائم الزاویه که کلمات آن تکرار شده‌است. در بخش ششم کتیبه‌های نواری شکل به خط کوفی باکاشی‌هایی با لعب فیروزه‌ای بر زمینه‌ای از آجرهای راسته رقم زده‌است. آجرهای برجسته در چهار چوب این کتیبه تراشیده شده و در زیر آن نواری از کاشی‌های لوزی و دایره به رنگ فیروزه‌ای است. البته لعاب فیروزای آن‌ها در مرکز دریره تیره‌تر و غلیزتر است. در این قسمت قرنیز نیز شبیه به سرستون از نیمرخ دارد.
طبقه دوم:قسمت پایینی آن دارای آجرچینی ساده است. در قسمت دوم کتیبه‌ای قرار دارد بخط نسخ قائم الزاویه. در قسمت سوم نقوشی لوزی و در قسمت دیگری دارای لوح‌های مربعی که در آن‌ها کتیبه‌هایی به خط نسخ با کاشی فیروزه‌ای ساخته شده. البته این کتیبه‌ها در چهارچوبی از آجرهای راسته قرار گرفته‌اند.
طبقهٔ سوم: دو بخش تقریباً ساده که البته در بخش دوم چهار پنجره باریک و هر یک با سرطاق‌های جناقی مزین به چند نقش و به شکل گلبرگ می‌باشد. پنجرهٔ چهارم ادامه یافته و به در تبدیل شده. پایهٔ چهار گوشی در انتهای منار از آجر به صورت برجسته ساخته شده کتیبه‌ای در پهلوی این مکعب بخط نسخ قائم الزاویه فیروزه‌ای ساخته شده‌است.

## تاریخ منار
با توجه به این تزیینات از ساختمان منار غار ومسجد سین به بعد رو به توسعه و پیشرفت نهاده. پیشرفت منار از لحاظ قسمت‌های پایینی محدود به اضافه کردن کلوک‌های کاشی‌های لعاب دار می‌بینیم با وجود پنجره‌ها نمی‌تواند این منار قدیمی باشد. لوح‌هایی که دارای خطوط نسخ که چیزی بتوان با آن پی برد پیدا نکرده به جز خطوط مکررکوفی دایره‌ای شکل که در طاق‌های هلالی مسجد جامع گلپایگان است و خطوطی که با آجرهای معرق بدون لعاب ساخته شده، که فعلاً تاریخ برپایی این بنا بین ۵۵۰و۶۸۸ هجری بدانیم تا بعدها تاریخ دقیقتری پیدا کنیم. البته تاریخ دقیقتر پس از خواندن کتیبه بدست می‌آید.